# Sinopodisma splendida
Sinopodisma splendida är en insektsart som först beskrevs av Tinkham 1936.  Sinopodisma splendida ingår i släktet Sinopodisma och familjen gräshoppor. Inga underarter finns listade i Catalogue of Life.